# موكسيديكتين
موكسيدكتين (Milbemycin B [1]) Moxidectin هو دواء طارد للديدان يقتل الديدان الطفيلية (helminths))، ويستخدم للوقاية والسيطرة على الديدان القلبية والديدان المعوية. ويمكن العثور عليه في العلاج الموصوف للحيوانات مثل الكلاب والقطط والخيول والأبقار والأغنام. أساليب تطبيق الموكسيدكتين تختلف حسب العلاج، وتشمل ما يعطى عن طريق الفم، الشكل الموضعي، أو محلول يعطى عن طريق الحقن.
موكسيدكتين Moxidectin هو مشتق شبه صناعي من نيماديكتين nemadectin, الذي يتم انتاجه عن طريق التخمير بواسطة السبحية السيانية السنجابية. تم اكتشاف هذا النوع من السبحية في عينة التربة من أستراليا في أواخر 1980s التي جمعتها مهندس زراعي يعمل لحساب شركة سياناميد الأمريكية.
يعمل موكسيدكتين على علاج وضبط بعض الطفيليات الداخلية والخارجية الأكثر شيوعا عن طريق الارتباط بشكل انتقائي لقنوات الغلوتامات ذات أيونات الكلوريد المبوبة الخاصة بالطفيلي. تعد هذه القنوات حيوية لوظيفة الخلايا العصبية والعضلية اللافقارية. عندما يرتبط موكسيدكتين إلى القنوات، فإنه يعطل العصب، مما يؤدي إلى الشلل وموت الطفيلي.

## الآثار الجانبية
وتشير الدراسات إلى أن الآثار الجانبية للموكسيدكتين تختلف من حيوان لآخر، ويمكن أن تتأثر صياغة وطريقة تطبيق المنتج والجرعة. عادة ما ينصح بهذا المنتج من قبل طبيب بيطري لضمان الاستخدام الصحيح والتطبيق. يمكن أن يسبب الأفيرميكتين حساسية لكلاب الرعي، ولكن يمكن للكلاب الحساسة على الأفيرميكتين أن تتحمل جرعات قياسية منه للوقاية من الدودة القلبية. موكسيدكتين آمن على ما يبدو لسلالات الكولي. للوقاية من الدودة القلبية، يمكن حقن موكسيدكتين مرة واحدة كل ستة أشهر تحت اسم العلامة التجارية Proheart6، أو كل 12 شهرا تحت اسم العلامة التجارية في proheart 12.
موكسيدكتين هو موضوع تجربة لتقييم مدى ملاءمته، كبديل للأفيرميكتين، لعلاج داء كلابية الذنب في البشر.
ويجري تطوير دواء موكسيدكتين المضاد لداء كلابية الذنب من خلال التعاون بين البرنامج الخاص للبحث والتدريب في مجال أمراض المناطق المدارية، الذي تقوم على تنفيذه منظمة الصحة العالمية، وبين شركة «وايث» "Wyeth" الصيدلانية.

## وصلات خارجية
- Moxidectin Facts, Usage, and Safety Information